# Saintes-Maries-de-la-Mer

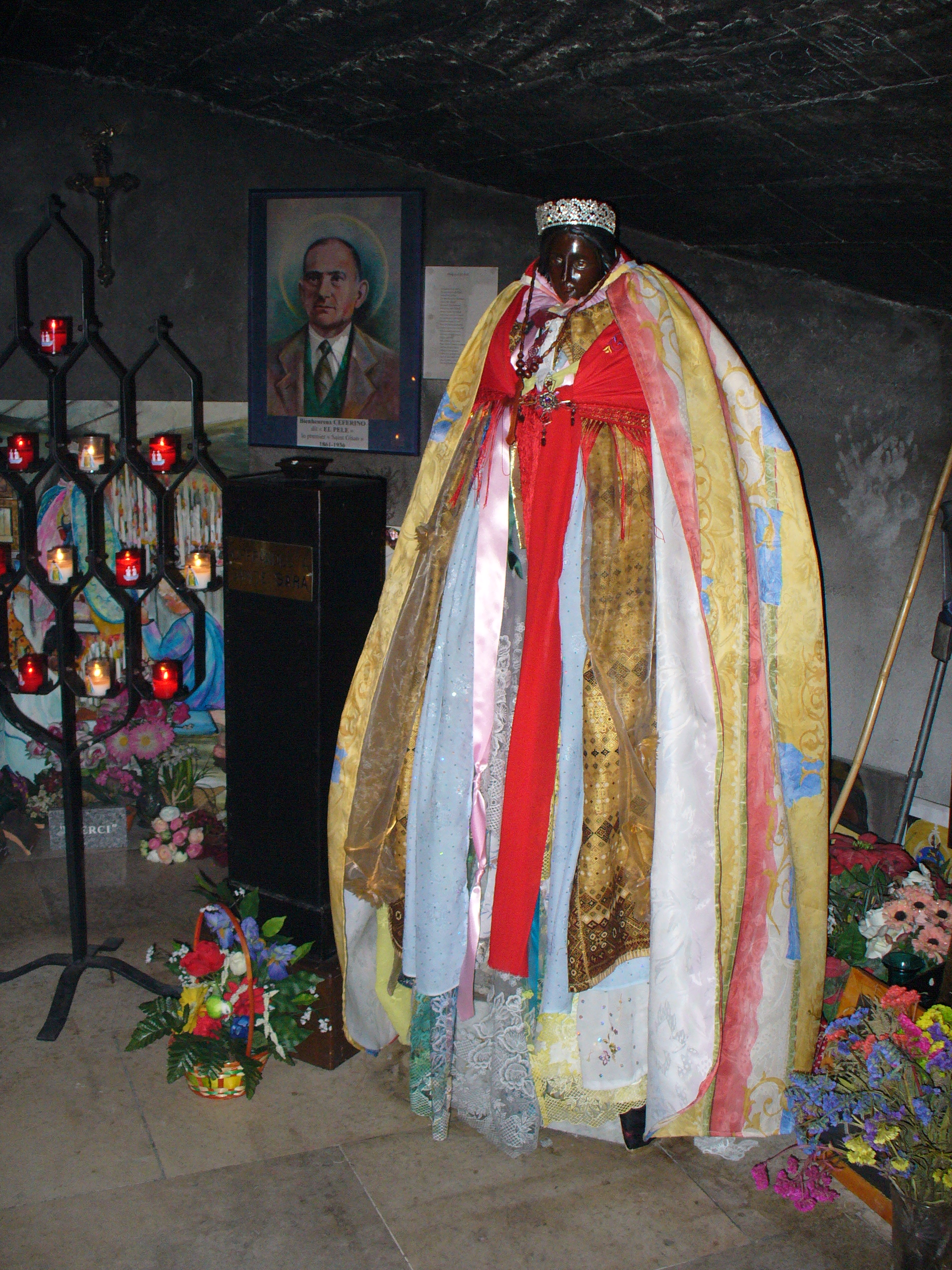
Zwarte Sara in Saintes-Maries

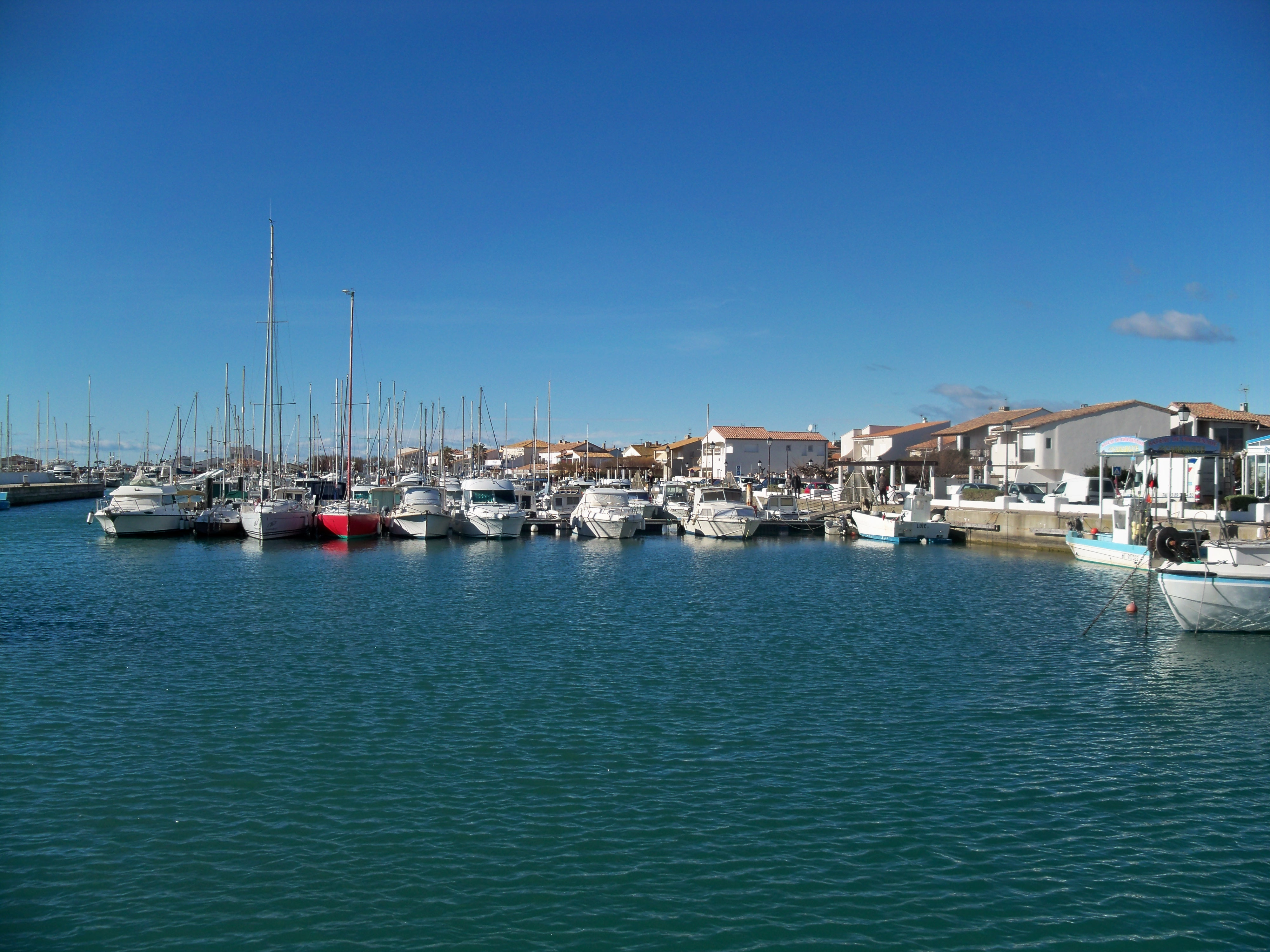
Het haventje van Saintes-Maries-de-la-Mer

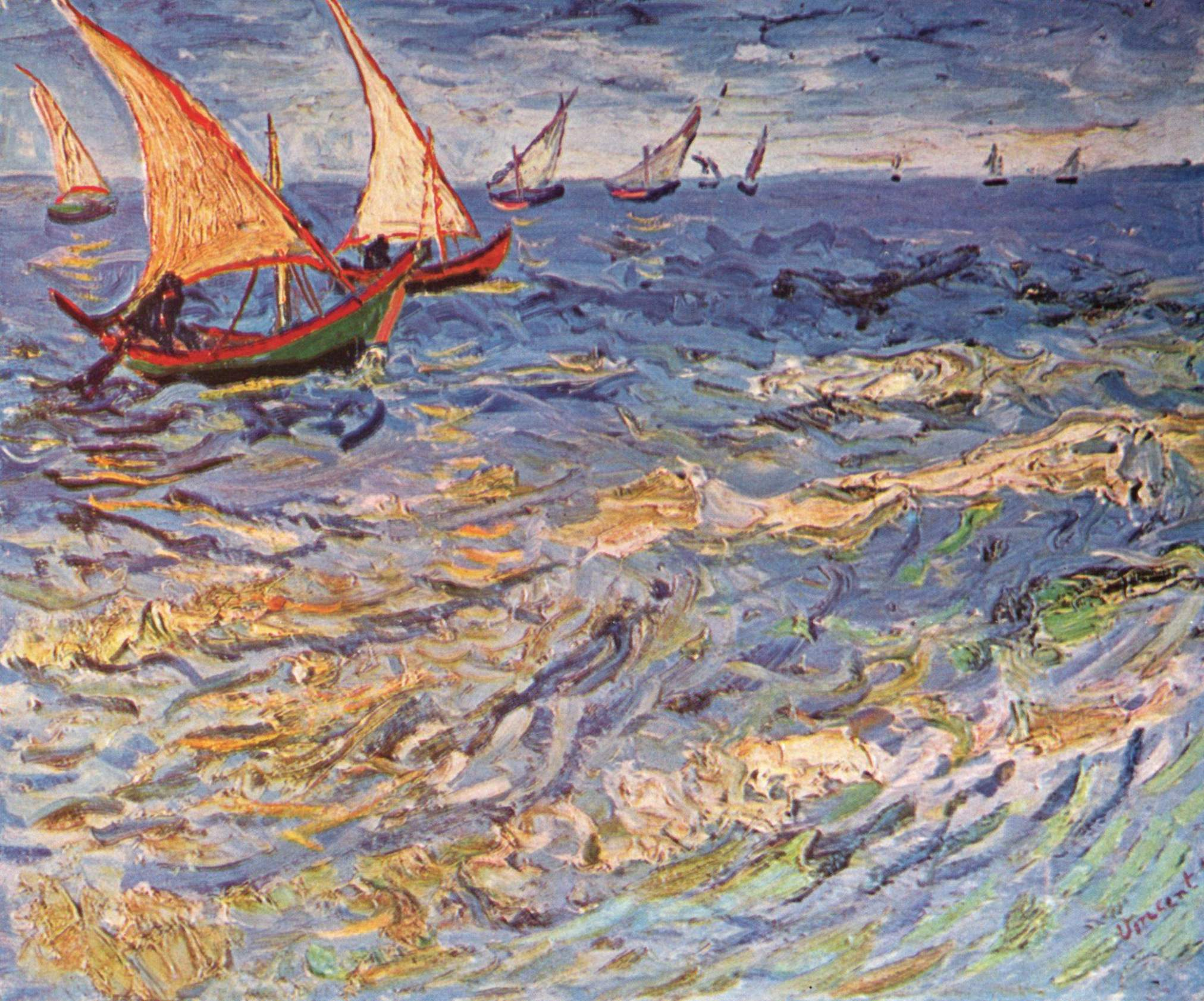
Vincent van Gogh boten op zee bij Saintes-Maries, 1888

Saintes-Maries-de-la-Mer is een gemeente in het Franse departement Bouches-du-Rhône (regio Provence-Alpes-Côte d'Azur). De plaats maakt deel uit van het arrondissement Arles. Saintes-Maries-de-la-Mer telde op 1 januari 2022 2.278 inwoners.
Saintes-Maries-de-la-Mer is bekend als een bedevaartplaats van o.a. Spaanse Roma. De plaats is een centrum van Mariaverering. Op 24 mei en eind oktober vinden bedevaarten plaats ter ere van Marie Jacobé en Marie Salomé. De bedevaart in mei is ook ter ere van Sara, de beschermheilige van de Roma.

## De legende
Op deze plaats zouden de drie heilige Maria's aan land gekomen zijn met hun gezelschap: Maria Magdalena, Maria van Klopas en Maria Salomé.
- Maria van Klopas was een halfzuster van de heilige maagd Maria en de moeder van Jakobus de Mindere, de eerste bisschop van Jeruzalem.
- Maria Salomé was de moeder van de apostelen Johannes de Evangelist en Jacobus de Meerdere , de apostel van Compostella.

Deze twee vrouwen hadden de kruisdood en de verrijzenis van Jezus van dichtbij meegemaakt. Volgens de legende zouden zij tijdens de eerste christenvervolgingen uit het Heilig Land zijn verbannen/ Met de derde Maria , Maria Magdalena, en verder met Marta, Lazarus, Maximinus en Trofimus, werden zij in een klein bootje zonder zeil, zonder riemen of enig proviand de zee op gedreven en aan hun lot overgelaten. Dobberend net buiten de kust zagen zij de achtergebleven trouwe Egyptische dienstmaagd van Maria van Klopas en Maria Salomé met veel misbaar over het strand komen aanrennen, wanhopig zich zo wreed gescheiden te zien van haar meesteressen. Maria Salomé ontdeed zich resoluut van haar mantel en wierp die in zee. De mantel verstijfde tot een vlot, waarop de dienstmaagd Sara zich bij de bannelingen kon voegen om hun onzeker lot te delen. Als bij wonder maken ze een voorspoedige overtocht en landen aan de kust van de Camargue bij wat later Les Saintes-Maries-de-la-Mer zou gaan heten.
In een variant van deze legende is het de schipper van de boot met de bannelingen die hen - overtuigd als hij is van hun onschuld - in een klein bootje afzet voor de kust van Zuid-Frankrijk, bij de monding van de Rhône en is het de wind of het directe goddelijke ingrijpen waardoor zij naar het vasteland worden gevoerd.
Eenmaal aan land wordt er een onderkomen opgetrokken voor Maria van Klopas en Maria Salomé met hun Sara en gaan de anderen vervolgens huns weegs:
- Maria Magdalena trekt zich terug in de grot van Sainte-Baune om daar in afzondering haar boetedoening verder te zetten.
- Marta trekt naar Tarascon om daar het christendom te verkondigen.
- Lazarus wordt de apostel van Marseille
- Trofimus bekeert Arles
- Maximinus wordt de eerste bisschop van Aix-en-Provence (Hij ligt begraven in Saint-Maximin, waaraan hij zijn naam gaf)

## Geschiedenis van de legende
De pelgrimage naar Les Saintes-Maries dateert van de eerst eeuwen. Van de 5e tot de 10e eeuw - gedurende de invasies van de Saracenen - werden de relieken van de beide Maria's en hun dienstmaagd verborgen onder het koor van de kerk die daar intussen was gebouwd.
In 1080 vestigden de benedictijnen zich in Les Saintes-Maries. Ze bouwden een nieuwe kerk die tegelijkertijd moest dienen als veilig onderkomen in tijden van oorlog. Het huidige bouwwerk dat in de 12e eeuw deze pre-romaanse kerk verving, heeft met zijn kantelen, wachttoren, dikke muren en nauwelijks ramen, meer weg van een burcht dan van een kerk (een weerkerk). De benedictijnen deden de legende en de pelgrimage herleven, en dat zelfs zonder de relieken - want die zijn pas in 1448 (bij opgravingen in opdracht van René van de Provence) weer tevoorschijn gekomen. De relieken van de beide Maria's werden toen in een dubbelschrijn gelegd en deze werd in de hoge kapel in de donjon geplaatst. De reliekschrijn van Sara kreeg een plaats in de crypte. De vondst van de relieken gaf een nieuwe impuls aan de pelgrimage en van die tijd af komen ook de zigeuners er ter bedevaart.
De eerste zigeuners zouden uit India verdreven paria's zijn geweest. In 1419 kreeg een groep van hun een aanbevelingsbrief van paus Martinus V die zich hun lot aantrok en hen als arme pelgrims in de aandacht van de gelovigen aanbeval.
In 1438 zochten deze zigeuners een toevluchtsoord in de verlaten vlakten van de Camargue. Het is vooral Sara , de Egyptische, met wie ze zich gaan identificeren en voor wie zij een grote verering gingen koesteren. Nu is Sara - die slechts wordt genoemd in een apocrief (Koptisch) evangelie uit de 2e eeuw - geen erkende heilige.
Omdat hun devotionele praktijk te heidens werd bevonden, probeerde Rome de zigeuners in 1895 per decreet van de bedevaart uit te sluiten. Dat decreet werd massaal genegeerd en moest daarom drie jaar later weer worden ingetrokken.
In 1955 deed Rome nogmaals een poging de Sara-verering af te schaffen, maar de lokale geestelijkheid nam het voor de zigeuners op door toch aan de processie deel te nemen. De aartsbisschop van Aix gaf daaraan zijn zegen door te verklaren dat deze oeroude traditie gerespecteerd diende te worden en bijgevolg gehandhaafd.
Niettemin is Rome blijven weigeren Sara als heilige te erkennen met als reden dat er niet voldoende historisch bewijs zou zijn.

## Verloop van de bedevaarten

### 24 en 25 mei
De jaarlijkse bedevaart van de zigeuners vindt plaats op 24 mei, de feestdag van Maria van Klopas, en de daaropvolgende dag : twee dagen van intense devotie en uitbundige feestelijkheid.
Op de eerste dag van de feesten in mei worden de schrijnen vereerd. In de crypte verdringen zich de zigeuners om de schrijn en het beeld van Sara, hun patrones. Het beeld wordt omhangen met rijke gewaden die glinsteren van het goudbrokaat. Vrouwen kussen de zoom van de mantel. De schrijn wordt aangeraakt en gekust. Voorwerpen als kleren of beddengoed en foto's van zieken die zelf niet kunnen komen, worden in aanraking gebracht met de schrijn. Kinderen worden er bovenop gezet of tegen het beeld gehouden in de hoop dat ziekten hun daarmee bespaard zullen blijven en dat ze voorspoedig zullen opgroeien.
De zigeuners mengen zich vervolgens onder de andere gelovigen in de kerk als de dubbelschrijn van de beide Maria's uit de hoge kapel in de wachttoren door een gat in het gewelf wordt neergelaten. Dat gaat heel langzaam en het geloof bestaat dat, als iemand de schrijn heeft aangeraakt voordat die op het altaar is neergedaald, de bede zeker verhoord zal worden. De zieken zijn daarom vooraan geplaatst en ouders tillen hun kinderen op zodat vooral zij de kisten bijtijds kunnen bereiken. Staan de schrijnen eenmaal op hun plaats dan verstomt het tumult, maar het defilé in de kerk zowel als in de crypte zal tot laat in de avond voortduren. Velen vullen flessen met het water uit de put in de kerk, want aan dat water wordt een heilzame werking toegeschreven. De put diende oorspronkelijk, toen de kerk ook nog als burcht fungeerde, voor de watervoorziening in tijden van belegering.
De tweede dag is die van de processie. Het bootje waarmee de Maria's zijn gekomen en dat nog steeds in een zijkapel wordt bewaard, wordt met de beelden naar zee en zelfs de zee in gedragen. Die processie biedt een schouwspel dat vele toeristen trekt. Voorop gaan te paard de Gardiens of Wachters van de Camargue in vol ornaat. Oorspronkelijk waren dat de bewakers van de wilde buffels, maar nu zijn het niet meer dan folkloristische figuranten. Verder wordt de processie opgesierd door de kleurrijke kleding van de zigeuners en de traditionele klederdracht van de Arlésiennes. En dan is er de muziek van de frandoles en ferrades (slingerdansen). Muziek ook tijdens de paardenraces, stierengevechten en de hele kermis eromheen want het is tegelijkertijd een groot volksfeest en een jaarmarkt. Zover het oog reikt ziet men de woonwagens en de tenten van de zigeuners langs de zee staan. 's Avonds flakkeren overal vuren op waaromheen wordt gezongen, gedanst, gegeten en gedronken.

### 22 oktober
De feestdag van Maria Salomé, op 22 oktober, wordt vooral door de katholieke gelovigen uit de Provence en de Languedoc in ere gehouden.

## Galerij

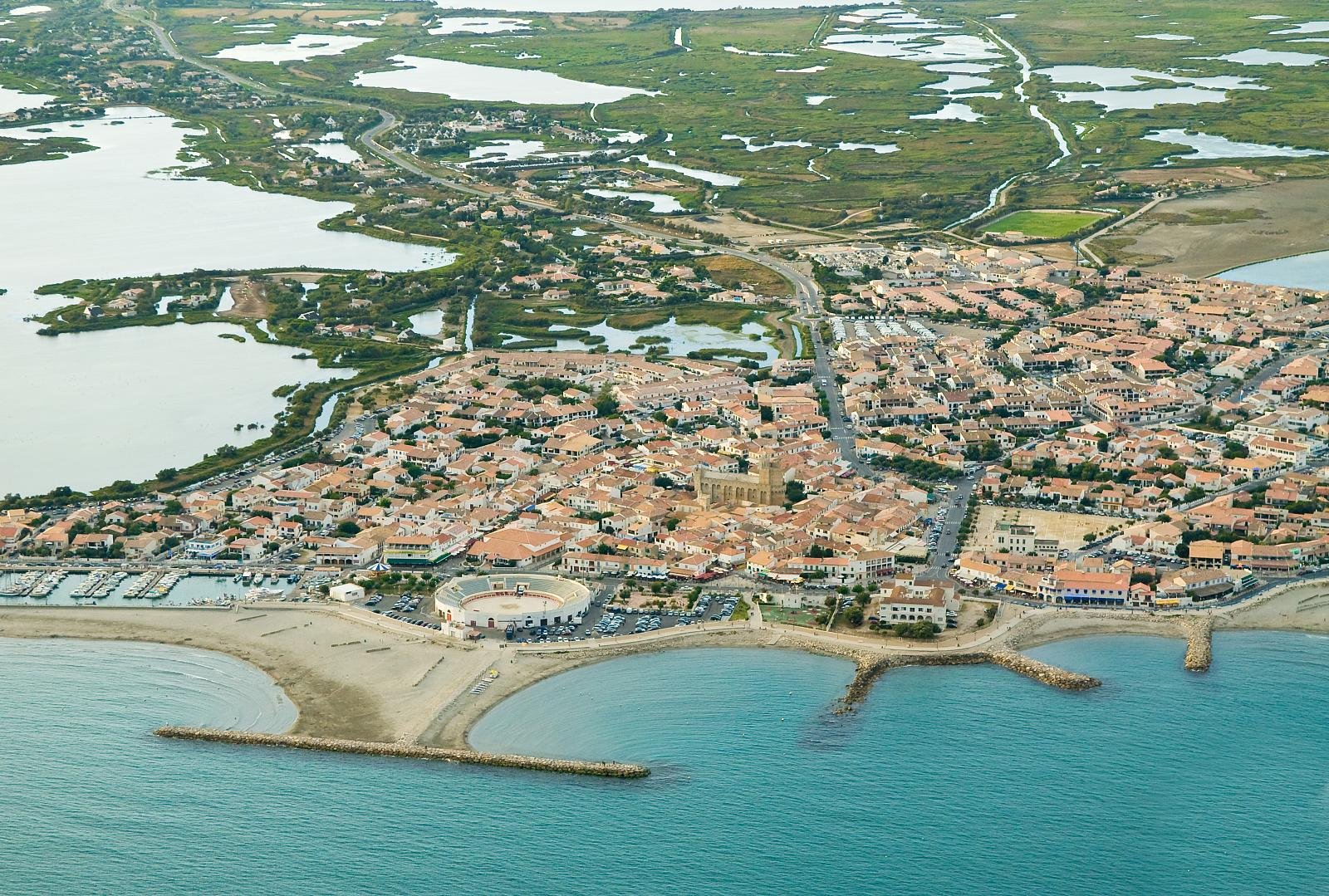
Vanuit de lucht
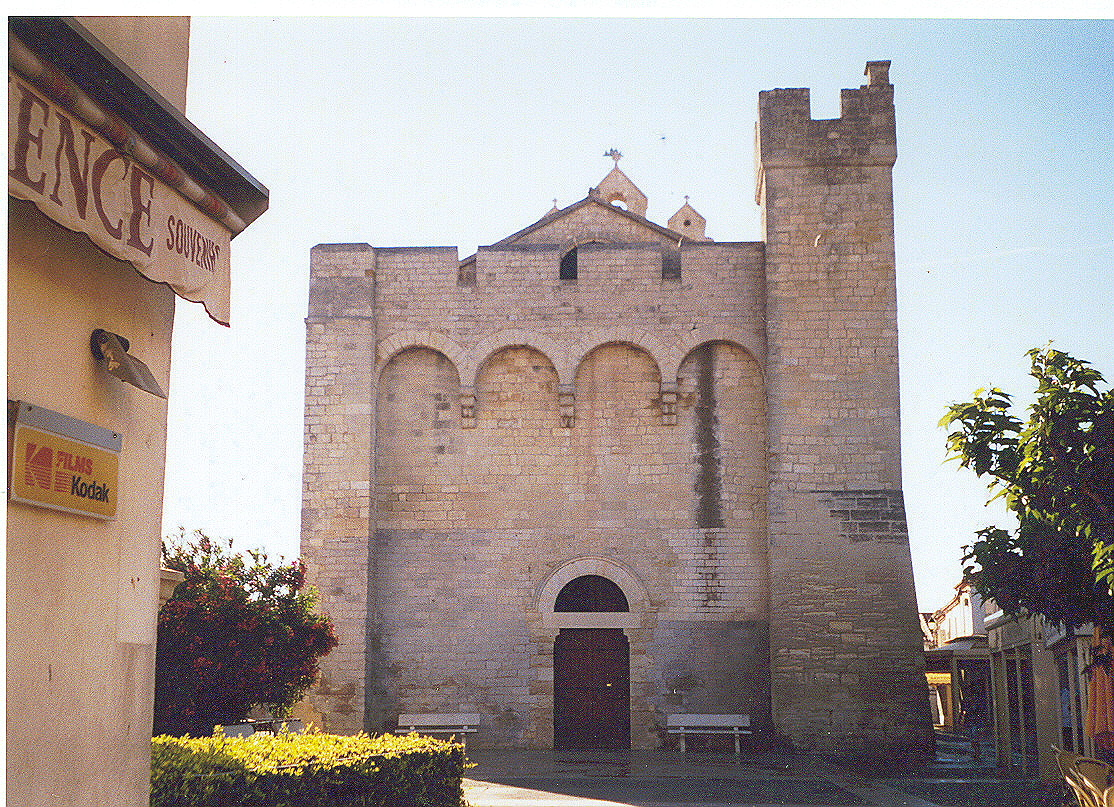
Middeleeuwse weerkerk Notre-Dame-de-la-Mer.
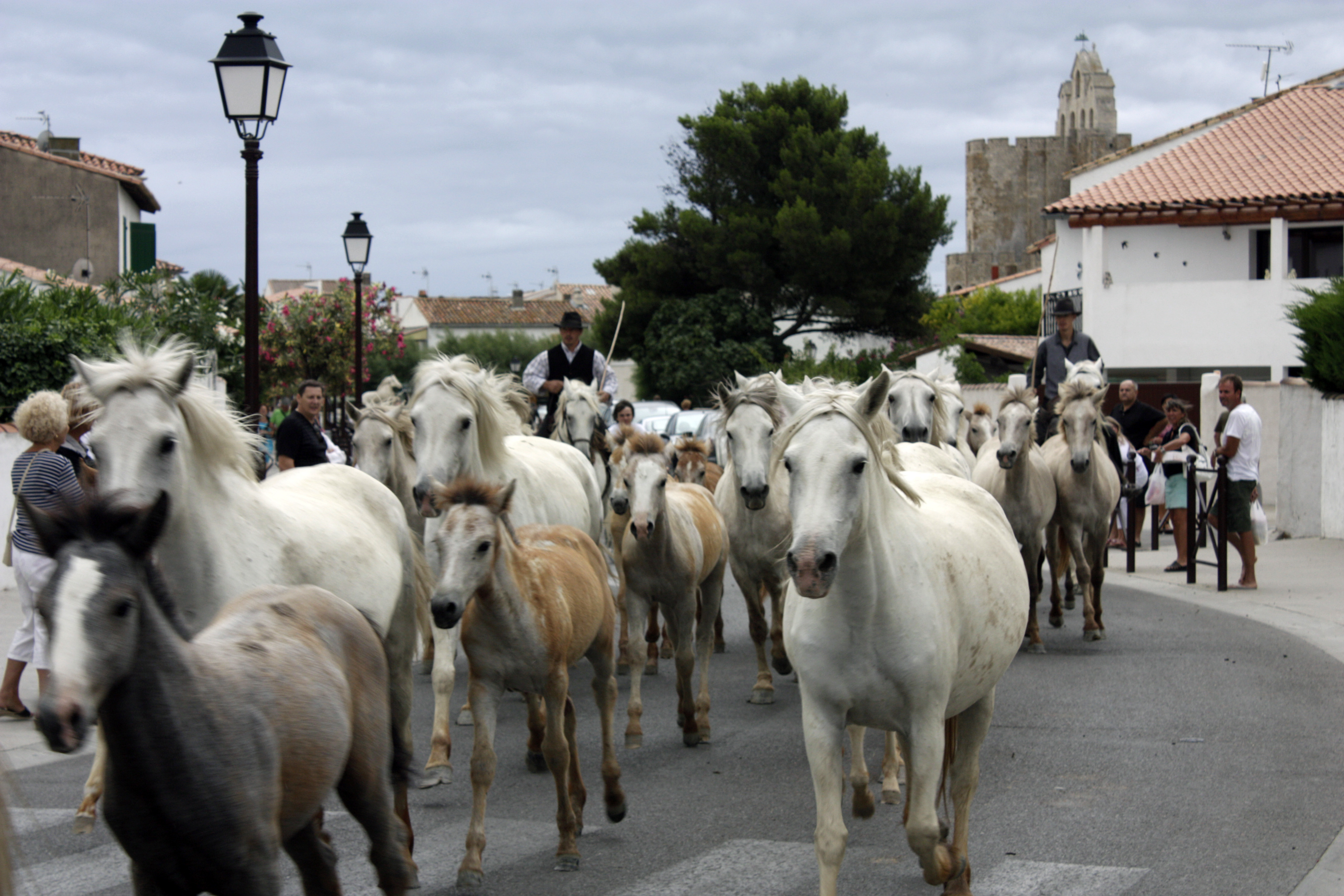
Paardenfeest
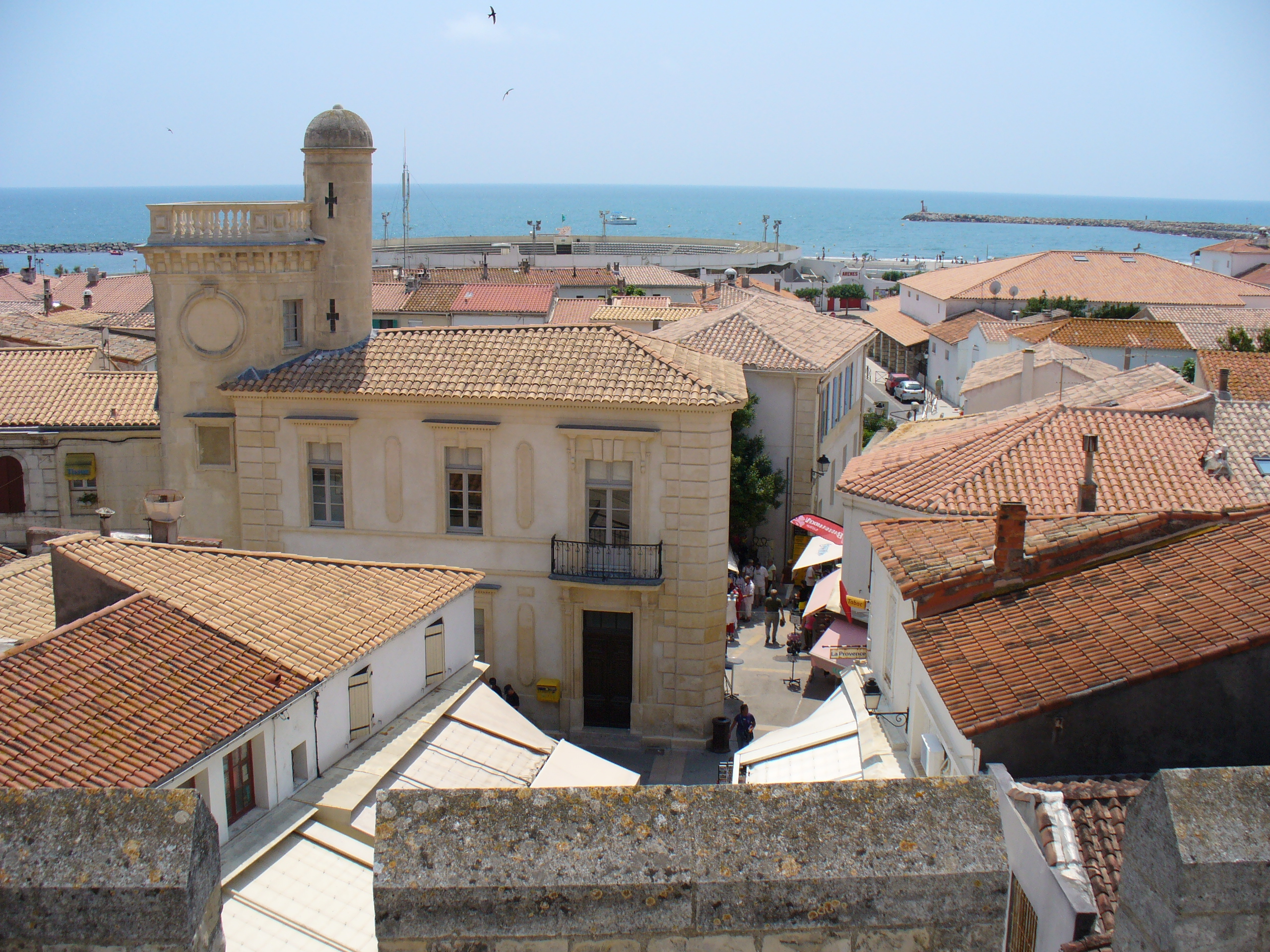
Baroncellimuseum

## Geografie
De oppervlakte van Saintes-Maries-de-la-Mer bedroeg op 1 januari 2022 374,61 vierkante kilometer; de bevolkingsdichtheid was toen 6,1 inwoners per km². Een groot deel van de Camargue maakt deel uit van het grondgebied van de gemeente, die daardoor de tweede grootste van Frankrijk is, na Arles, dat nog een iets groter deel van de Camargue tot zijn grondgebied mag rekenen.
De onderstaande kaart toont de ligging van Saintes-Maries-de-la-Mer met de belangrijkste infrastructuur en aangrenzende gemeenten.

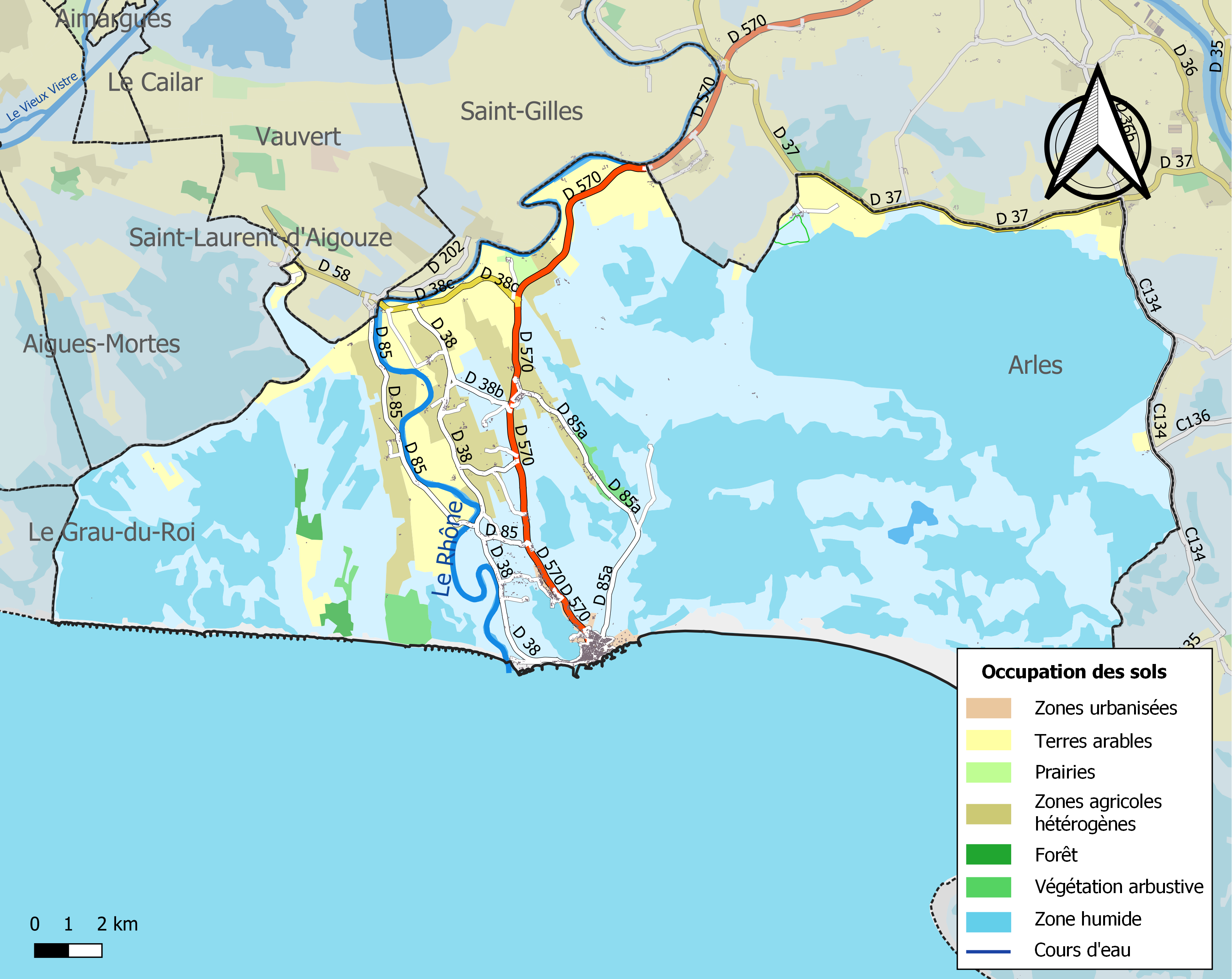

## Demografie
Onderstaande figuur toont het verloop van het inwonertal (bron: INSEE-tellingen).
Vanwege een beveiligingsprobleem met de MediaWiki Graph-software is het momenteel niet mogelijk deze grafiek weer te geven. Zodra de software is bijgewerkt zal de grafiek vanzelf weer zichtbaar worden.